# Canon EF 800mm-objectief
De EF 800mm f/5.6L IS USM is een teleobjectief gemaakt door de Japanse fabrikant Canon. Dankzij de EF-lensvatting is dit objectief geschikt voor de EOS-cameralijn van dezelfde fabrikant. De body is gemaakt van magnesium wat het gewicht enigszins drukt en zorgt voor een stevige opbouw van het objectief. Desalniettemin is dit een van de duurste objectieven uit Canon's aanbod.